# Borîsivka, Melitopol
Borîsivka (în ucraineană Борисівка) este un sat în comuna Astrahanka din raionul Melitopol, regiunea Zaporijjea, Ucraina.

## Demografie
Componența lingvistică a localității Borîsivka
     Rusă (90,5%)
     Ucraineană (9,5%)
Conform recensământului din 2001, majoritatea populației localității Borîsivka era vorbitoare de rusă (90,5%), existând în minoritate și vorbitori de ucraineană (9,5%).